# 黎里镇
黎里镇是中国江苏省苏州市吴江区所辖的9个镇之一，东接上海市，南邻嘉兴市。面积258平方千米，人口约20万人。

## 地理
黎里镇地处太湖平原，河网密布，雨量充沛。
黎里镇位于江苏省苏州市吴江区东南部，东侧是上中下海市青浦区金泽镇，南侧是浙江省嘉善县，西面是平望镇，北边是昆山市周庄镇。

## 行政区划
2001年，莘塔镇并入芦墟镇；2003年，金家坝镇并入芦墟镇，北厍镇并入黎里镇。

2006年，芦墟与黎里两镇合并，成立汾湖镇，与汾湖高新技术产业开发区区镇合一。2013年，汾湖镇更名为黎里镇。

黎里镇辖9个社区和48个村。
镇东社区、镇西社区、新区社区、莘塔社区、金家坝社区、黎新社区、兴黎社区、振黎社区、北厍社区、秋田村、城司村、伟明村、芦东村、汾湖湾村、莘南村、莘西村、元荡村、龙泾村、港南村、三好村、三和村、高新村、东联村、雪巷村、蚬南村、群众村、长胜村、杨文头村、红旗村、梅石村、大潮村、跃进村、新钢村、星谊村、银杏村、黎阳村、建南村、史北村、华莺村、大联村、方联村、汤角村、青石村、乌桥村、黎花村、雄锋村、元鹤村、东方村、梅墩村、大胜村、黎星村、汾湖村、浮楼村、沈家港村、大长港村、川心港村和永新村。

## 经济
黎里镇历史上是著名的鱼米之乡。现在汾湖高新技术产业开发区在吴江的经济中占有很大份额。2019年中国百强乡镇第20名。
在乡镇合并之前，芦墟镇和黎里镇都在吴江位居七大镇之列。

## 交通
沪苏浙高速公路穿境而过。中国最长的国道 318国道起点位于上海，自芦墟进入江苏。